# Ангрбода
Ангрбода (та, що приносить горе) — в германо-скандинавській міфології велетка, одна з йотунів.
Живе в Залізному лісі Ярнвід. Від Локі народила трьох хтонічних чудовиськ: змія Йормунганда, вовка Фенріра, який повинен убити Одіна під час останньої битви та дівчину Гель, богиню підземного світу.
Коли Одін дізнався про дітей, він відправив Тора забрати їх в Асгард, аби особисто вирішити їх долю. Більше Ангрбода ні в яких сюжетах не згадується.

## Джерело
- Скандинавська велетка Ангрбода — мати чудовиськ, ГЕРМАНО-СКАНДИНАВСЬКА МІФОЛОГІЯ. web.archive.org. 18 серпня 2012. Процитовано 17 лютого 2021.

1. 1 2 3  Cassell's Dictionary of Norse Myth & Legend — 2002. — С. 34. — 494 с. — ISBN 0-304-36385-5
2. ↑  Геллия // Энциклопедический словарь — СПб: Брокгауз — Ефрон, 1892. — Т. VIII. — С. 281.
3. ↑  Ганзен П. Г. Гель, в мифологии // Энциклопедический словарь — СПб: Брокгауз — Ефрон, 1892. — Т. VIII. — С. 281.
4. ↑  https://en.wikipedia.org/wiki/Angrbo%C3%B0a#CITEREFOrchard1997